# Ramón Ovidio Pérez Morales
Ramón Ovidio Pérez Morales es un arzobispo Católico  desde el 30 de diciembre de 2004 es el Arzobispo-Obispo emérito de la Diócesis de Los Teques (Venezuela). 
Ostenta el título de Arzobispo ad personam (título personal).

## Biografía
Ramón Ovidio Pérez Morales, nació el 26 de junio de 1932 en la Población andina de Pregonero en el estado Táchira (Venezuela). Fue ordenado sacerdote el 26 de octubre de 1954 en Roma. 

### Estudios y títulos
- Realizó sus Estudios de Derecho en UCV. Caracas. Licenciado en Filosofía, 1954.
- Licenciado (1959) y Doctor (1961) en Teología, Pontificia Universidad Gregoriana.

Cargos 
- Rector del Seminario “San José” (1964-1970) y del Seminario Interdiocesano de Caracas (1975)..
- Profesor de Filosofía allí y en la Universidad Católica “Andrés Bello”: y de Teología en éstos, así como en el Seminario Arquidiocesano, el Centro de Estudios Religiosos y el Instituto de Teología para Religiosos de Caracas.
- Presidente de la Organización de Seminarios de Latinoamérica , 1970.
- Miembro del Equipo de Reflexión (1970),
- Responsable de la Sección No-Creyentes (1974),
- Presidente del Dpto.de Comunicación Social (1983),
- Delegado venezolano (1996), del Consejo Episcopal Latinoamericano (CELAM).
- Secretario General del CELAM (1972-1978),
- Vicepresidente (1981) y Pdte. (1990-1996) de la Conferencia Episcopal Venezolana.

## Episcopado

### Obispo Auxiliar de Caracas
El 19 de marzo de 1971, el Papa Pablo VI lo nombró Obispo Auxiliar de la Arquidiócesis de Caracas, siendo consagrado por el Cardenal José Humberto Quintero, Arzobispo de Caracas.

### Obispo de Coro
El 20 de mayo de 1980, el Papa Juan Pablo II lo nombró III Obispo de la Diócesis de Coro.

### Arzobispo de Maracaibo
El 23 de diciembre de 1992, el Papa Juan Pablo II lo nombró II Arzobispo Metropolitano de la Arquidiócesis de Maracaibo.

### Arzobispo-Obispo de Los Teques
El 5 de junio de 1999, el Papa Juan Pablo II lo nombró IV Obispo de la Diócesis de Los Teques y Arzobispo ad personam.
Presidente del Concilio Plenario de Venezuela (1996-2006). Ha pertenecido a varios organismos romanos.

### Arzobispo-Obispo Emérito de Los Teques
El 30 de diciembre de 2004, el Papa Juan Pablo II aceptó su renuncia al Obispado de Los Teques, convirtiéndose en el Arzobispo-Obispo Emérito de esta circunscripción episcopal.

## Actuaciones eclesiásticas
Monseñor Ovidio Pérez Morales, arzobispo/obispo emérito de Los Teques y expresidente de la Conferencia Episcopal de Venezuela, es una de las voces de mayor autoridad entre los católicos y Pastores del país.
Fue el impulsor del Concilio Plenario de Venezuela.

## Concilio Plenario de Venezuela
El Concilio Plenario de Venezuela se desarrolló en varias etapas, los cuales fueron: la fase ante preparatoria, la cual se comenzó el 13 de julio de 1997, en Coro, coincidiendo con la apertura del año Jubilar de los 500 años de Evangelización en Venezuela; la fase preparatoria, la cual se dio comienzo en enero de 1998 con la Carta pastoral Colectiva “Guiados por el Espíritu Santo”; el 26 de noviembre de 2000 se dio inicio la inauguración del Concilio el día de la fiesta de Cristo Rey y se comienza la fase celebrativa con la Primera Sesión Conciliar del 27 de noviembre al 2 de diciembre de ese mismo año. En total se celebraron 6 Sesiones Conciliares, siendo la última, del 27 de julio al 3 de agosto de 2005. Posterior a esto, los Documentos Conciliares, de acuerdo a la norma del canon 446 del Código de Derecho Canónico, fueron enviados a la Sede Apostólica para su reconocimiento, aprobándose los 16 documentos conciliares.
La Solemne Clausura del Concilio Plenario de Venezuela y Promulgación de los Documentos Conciliares fue el 7 de octubre de 2006, en una solemne Eucaristía Presidida por su impulsor Mons. Ramón Ovidio Pérez Morales, iniciándose su difusión y puesta en práctica en todos los rincones de Venezuela a partir de esta fecha.

## Libros
Posee Numerosos Libros escritos por su propia mano entre estos su última creación llamado: "Comunión, Norte de la Evangelización". y es considerado el Obispo más tuitero

## Sucesión
| Predecesor: Mons. Paul Chevrier                     | III Obispo titular de Aquae Albae en Bizacena Desde el 2 de diciembre de 1970 hasta el 20 de mayo de 1980 | Sucesor: Mons. Anthony Joseph Bevilacqua     |
| Predecesor: NO APLICA                               | Obispo Auxiliar de Caracas Desde el 20 de mayo de 1980 hasta el 23 de diciembre de 1992                   | Sucesor: NO APLICA                           |
| Predecesor: Mons. Francisco José Iturriza Guillén   | III Obispo de Coro Desde el 4 de abril de 1990 hasta el 2 de diciembre de 1995                            | Sucesor: Mons. Roberto Lückert León          |
| Predecesor: Mons. Domingo Roa Pérez                 | II Arzobispo de Maracaibo Desde el 16 de enero de 1992 hasta el 5 de junio de 1999                        | Sucesor: Mons. Ubaldo Ramón Santana Sequera  |
| Predecesor: Mons. Mario del Valle Moronta Rodríguez | IV Arzobispo-Obispo de Los Teques Desde el 5 de junio de 1999 hasta el 30 de diciembre de 2004            | Sucesor: Mons. Freddy Jesús Fuenmayor Suárez |